# Auxilium Pallacanestro Torino 1981-1982
Questa voce raccoglie le informazioni riguardanti l'Auxilium Pallacanestro Torino nelle competizioni ufficiali della stagione 1981-1982.

## Stagione
In questa stagione l'Auxilium, che accoglie il nuovo title sponsor Berloni, vede coach Gianni Asti fare affidamento sempre più sull'affiatato trio italiano Brumatti-Sacchetti-Caglieris ormai nel pieno della maturità sportiva; a completare il quintetto-base ci sono due statunitensi, il confermato Wansley e il neoacquisto Campbell.
Con questo assetto, in Serie A1 la Berloni si piazza al secondo posto nella stagione regolare, in una sorta di «battaglia delle cucine» contro la capoclassifica V.L. Pesaro sponsorizzata Scavolini. Nei successivi play-off scudetto i torinesi, entrati in tabellone dai quarti di finale, qui superano l'UG Goriziana, squadra di A2 reduce dall'upset contro la più blasonata Pall. Varese, prima di cadere in semifinale contro l'Olimpia Milano futura campione d'Italia.

## Roster
|    | Naz.                   | Ruolo | Sportivo          | Anno | Alt. | Peso | Note |
| -- | ---------------------- | ----- | ----------------- | ---- | ---- | ---- | ---- |
|    | Italia (bandiera)      |       | Stefano Barberis  | 1964 |      |      |      |
|    | Italia (bandiera)      | AC    | Stefano Bechini   | 1959 | 200  | 82   |      |
| 8  | Italia (bandiera)      | P     | Maurizio Benatti  | 1955 | 183  |      |      |
| 4  | Italia (bandiera)      | P     | Carlo Caglieris   | 1951 | 177  | 80   |      |
| 6  | Italia (bandiera)      | G     | Giuseppe Brumatti | 1948 | 190  | 85   |      |
| 9  | Italia (bandiera)      | A     | Mauro Manzin      | 1963 |      |      |      |
| 4  | Italia (bandiera)      | C     | Piero Mandelli    | 1958 |      |      |      |
| 12 | Stati Uniti (bandiera) | AG    | Don Ford          | 1952 | 206  | 98   |      |
| 14 | Italia (bandiera)      | A     | Romeo Sacchetti   | 1953 | 199  | 112  |      |
| 14 | Italia (bandiera)      |       | Giorgio Veronelli | 1960 |      |      |      |
| 15 | Stati Uniti (bandiera) | C     | Ernst Wansley     | 1956 | 211  | 107  |      |
| 12 | Stati Uniti (bandiera) | AG    | Bruce Campbell    | 1955 | 206  |      |      |

### Staff tecnico
Capo allenatore: Gianni Asti
Assistente: Federico Danna
Assistente: Giorgio Bongiovanni
Massaggiatore: Giovanni Roberto
Medico: Roberto Carlin